# Quatre Incommensurables
 (janvier 2025).
Les Quatre Incommensurables (sanskrit : apramāṇa ; pali : appamaññā ; tib. : tshad med bzhi) aussi appelés brahmavihāra (sanskrit et pāli: « demeures de Brahma ») sont, dans le bouddhisme, quatre sentiments ou « qualités morales » sur lesquels on doit être médités et qu'il convient de développer (bhāvanā). Ces états sont dits « incommensurables » ou « illimités »  de par la portée de leur objet et de leur efficacité. Il s'agit de :
- Maitrī (sanskrit) ou Mettā (pāli), la bienveillance, « souhait que tous les êtres trouvent le bonheur et les causes du bonheur » ;
- Karuṇā (sa. et pa.), la compassion, « souhait que les êtres soient libérés de la souffrance et des causes de la souffrance » ;
- Muditā (sa. et pa.), la joie sympathisante ou altruiste, « souhait que les êtres trouvent la joie exempte de souffrance » ;
- Upekṣā (sa.) ou Upekkhā (pa.), l'équanimité ou le détachement, « souhait que les êtres demeurent égaux et en paix quels que soient les événements, bons ou mauvais, qu'ils soient libres de partialité, d'attachement et d'aversion ».

Ces quatre pratiques méditatives de l'amour, de la compassion, de la joie sacrée et de l'équanimité se retrouvent dans l'hindouisme et le jaïnisme, et elles sont donc communes aux trois grandes religions indiennes. Cependant, dans le bouddhisme, ces pratiques prennent une dimension particulière, à la charnière de l'éthique et de l'absorption méditative (, car là, elles ouvrent clairement vers l'infini et l'illimité. C'est pourquoi on les dit apramana, incommensurable ou illimité. Ces quatre incommensurables affaiblissent grandement l'attachement au petit moi enfermé sur lui-même et ouvre la conscience au monde dans son immensité ainsi qu'aux autres dans leur infinité.

## Hindouisme
Dans le Yoga-Sûtra de Patanjali :

« La sérénité du psychisme est issue de la création en soi

de la bienveillance, la compassion, la joie et l'équanimité

avec pour objets

le plaisir, la douleur, le mérite et le démérite (I, 33). »

Vyâsa commente ainsi cette stance : « Le yogin doit créer en lui la bienveillance à l'égard de tous les êtres vivants qui sont arrivés à l'état de jouissance d'un plaisir, la compassion à l'égard de ceux qui souffrent, la joie à l'égard de ceux dont la nature est méritante, l'équanimité à l'égard de ceux dont la conduite n'est pas méritoire. Chez celui qui ainsi crée ces états en lui, il apparaît une vertu limpide. Et grâce à cette vertu, son psychisme est rasséréné. Rasséréné, fixé sur un seul objet, il obtient une position stable. »

## Jaïnisme
Dans le jaïnisme, on retrouve également ces quatre qualités. « De plus, le disciple doit méditer sur les quatre vertus suivantes : l'amitié pour tous les êtres vivants (maitrî), la joie de voir des êtres plus avancés que soi sur la voie de la libération (pramoda), la compassion pour ceux qui sont malheureux (kâruna), l'indifférence envers ceux qui sont discourtois ou qui se conduisent mal (mâdhyasthya). »

## Bouddhisme

### Theravāda
Dans le bouddhisme theravāda, ces quatre qualités (metta, karuna, mudita et upekkha) sont décrites notamment dans le Brahmavihara Sutta ou le Mettam Sutta ainsi qu'à plusieurs reprises dans les soutras. Elles sont la réponse à toutes les situations qui relèvent du contact social et du rapport aux autres. Elles doivent être cultivées car elles élèvent spirituellement l'humain vers des hauteurs divines où la dualité s'estompe entre les êtres sensibles. Pratiquer ces quatre qualités incommensurables conduit à renaître dans le monde du Grand Brahmâ. Le Bouddha explique ainsi l'appellation « quatre demeures de Brahma » :

« Ô moines, il vous faut savoir que celui qu'on appelle Grand Brahmâ, mille Brahmâs ne peuvent l'égaler. N'étant pas surpassé, il contrôle mille mondes. C'est pourquoi son palais est appelé « demeures de Brahma ». Ô moines, celui qui excelle en ces quatre « demeures de Brahma » est capable de contempler ces milles mondes. C'est pourquoi on les appelle « demeures de Brahma ». »

En s'exerçant continuellement et en développant ses sentiments de bienveillance, de compassion, de joie et d'équanimité, le méditant élève sa conscience méditative jusqu'à l'état du dieu Mahâ Brahmâ ou Grand Brahmâ. Il peut espérer renaître dans ce monde divin au-delà des mondes du désir. On peut alors se rendre compte de l'interconnexion fondamentale entre les êtres de l'univers et transformer le monde. Si ces quatre incommensurables sont jointes avec la conscience du non-soi et de l'impermanence de tous les phénomènes, elles peuvent alors mener à l'Éveil suprême.
Voici comment l'accomplir (d'après une formule répétée dans de nombreux soutras) :

« Je demeurerai en faisant rayonner un esprit de bienveillance,

Dans un quartier de l'univers, et de même pour le second quartier, le troisième, le quatrième,

Et de même au-dessus, au-dessous, à travers,

Et partout dans sa totalité ;

Envers chacun comme envers moi-même,

Je demeurerai faisant rayonner en tout lieu de l'univers,

Avec un esprit imprégné de bienveillance,

Large, profond, élevé, incommensurable,

Sans haine et libéré de toute inimitié. »

Exactement la même pratique s'applique à la compassion, à la joie et à l'équanimité. Il s'agit à chaque fois de répandre une pensée de bienveillance, de compassion, de joie ou d'équanimité dans la conscience que nous avons du monde. Changer notre regard sur les êtres en adoptant une disposition plus ouverte et plus favorable. Cette pratique des Quatre Incommensurables selon le Bouddha implique que l'on dépasse ses cadres limités de sa petite subjectivité. Par exemple, on aime ses parents, ses amis, son chien et son poisson rouge. Ce que nous demande le Bouddha, c'est de dépasser cela pour cultiver un esprit qui contemple l'infini et l'illimité en s'imprégnant de cette bienveillance, de cette compassion, de cette joie et de cette équanimité à l'égard des inconnus, des gens qu'on ne regarde même pas ou même d'animaux insignifiants. Cela s'étend aussi à nos ennemis et à ceux qui nous font du mal. Cela s'étend pour les êtres sensibles proches de nous qui apparaissent dans notre vie, mais aussi pour ceux qui sont lointains et que l'on ne verra peut-être jamais (dans cette vie-ci du moins). C'est donc à un amour du prochain que le Bouddha nous invite, mais aussi à un amour du lointain ! D'un cadre limité, on étend progressivement ces sentiments d'amour et de bienveillance à l'univers entier. Cela demande un long entraînement de l'esprit. C'est pourquoi dans l'introduction du Soutra de l'attention au va-et-vient de la respiration, l'Anapana Sati Sutta, le Bouddha mentionne que certains méditants se concentrent particulièrement sur les pratiques de la bienveillance, de la compassion, de la joie et de l'équanimité comme pratiques principales : « Il y a ceux qui pratiquent la Bienveillance, il y a ceux qui pratiquent la Compassion, il y a ceux qui pratiquent la Joie et ceux qui pratiquent l'Équanimité ». Le Bouddha insiste aussi dans le Soutra de la Parabole de l'Étoffe sur le fait que la méditation des Quatre Incommensurables est également un facteur de purification des fautes conjointement à la prise des Trois Refuges.

### Mahāyāna
Dans le Mahāyāna, les Quatre Incommensurables sont considérés comme essentiels à la pratique du bodhicitta dit « d'aspiration », et sont partie intégrante de la prise de vœux du bodhisattva (pranidhāna). Ces Quatre Incommensurables sont pratiquées conjointement avec la conscience de la vacuité pour véritablement s'accomplir en tant que pratiques des bodhisattvas. Il est dit dans le Vimalakīrti Nirdesha Sūtra : « Cultiver les quatre pensées incommensurables, autrement que pour renaître dans un monde de Brahmā, telle est la pratique du bodhisattva. » En effet, en dehors du cadre du bodhicitta, ces pratiques sont censées accorder la renaissance dans les paradis de Brahmā. Considérant cette motivation quelque peu égoïste, et la voie des dieux périlleuse à cet égard, Bouddha Shākyamuni a réorienté cette pratique vers l'accession à l'Éveil suprême et incomparable (anuttara samyaksambodhi).

#### Sources
- (en) Thanissaro Bhikkhu (trad.), « Brahmavihara Sutta : The Sublime Attitudes », sur accesstoinsight.org, 2004 (consulté le 12 janvier 2025)
- (en) Thanissaro Bhikkhu (trad.), « Metta Sutta : Good Will (1) », sur accesstoinsight.org, 2006 (consulté le 12 janvier 2025)
- (en) Thanissaro Bhikkhu (trad.), « Metta Sutta : Good Will (2) », sur accesstoinsight.org, 2004 (consulté le 12 janvier 2025)

- Buddhaghosa (trad. Christian Maës), Visuddhimagga : Le chemin de la pureté, Paris, Fayard, coll. « Trésors du bouddhisme », 2002, 802 p. (ISBN 978-2-213-60765-8), chap. IX (« Les quatre attitudes saintes »), p. 327-358

#### Études
- Guy Bugault, « Bouddha », dans Monique Canto-Sperber (dir.), Dictionnaire d'éthique et de philosophie morale, t. I, Paris, PUF, coll. « Quadrige / Dicos poche », 2004 (1re éd. 1996), ix + 1036 p. (ISBN 978-2-130-53828-8), p. 210-219 (v. p. 213-215)
- (en) Robert E. Buswell Jr. et Donald S. Lopez Jr., The Princeton Dictionary of Buddhism, Princeton, Princeton, Princeton University Press, 2014, xxxii + 1265 p. (ISBN 978-0-691-15786-3)
- Philippe Cornu, Dictionnaire encyclopédique du bouddhisme, Paris, Éditions du Seuil, 2006, 950 p. (ISBN 978-2-020-82273-2)
- Paul Magnin, Bouddhisme, unité et diversité : expériences de libération, Paris, Éditions du Cerf, coll. « Patrimoines - bouddhisme », 2003, 763 p. (ISBN 978-2-204-07092-8), chap. IV (« Perfections et sentiments incommensurables »), p. 249-297 (v. en particulier p. 257-268)

#### Commentaires spirituels
- Nyanaponika Thera (trad. Vén. Tawalama Dhammika), Les quatre états sublimes [« The Four Sublime States »], Kandy (Sri Lanka), Buddhist Publications Society, 2001 (1re éd. 1958), 40 p. (lire en ligne)

- Patrul Rinpoché (trad. du tibétain par le comité de traduction Padmakara), Le Chemin de la grande perfection, Saint-Léon-sur-Vézère, Padmakar, 1997, 2e éd., 512 p. (ISBN 978-2-906-94913-3), p. 243-266
- Thich Nhat Hanh (trad. de l'anglais par Marianne Coulin), Le cœur des enseignements du Bouddha, Paris, Pocket (La Table ronde), 2000 (1re éd. 1998), 202 p. (ISBN 978-2-226-15439-2), chap. 22 (« Les Quatre États illimités »), p. 216-224

- Thich Nhat Hanh (trad. de l'anglais par Marianne Coulin), Enseignements sur l'amour, Paris, Albin Michel, coll. « Spiritualités », 2004 (1re éd. 1999), 202 p. (ISBN 978-2-226-15439-2), chap. 1 et 2 (« Les Quatre États illimités / Méditation sur l'amour »), p. 9-17 ; 19-25